# Climb (Satellit)
CLIMB ist ein Cubesat, der von der Fachhochschule Wiener Neustadt und in Zusammenarbeit mit Studenten der Technischen Universität Wien und dem österreichischen Verein STG-A entwickelt wird. Er ist das nachfolgende Projekt nach Entwicklung des Kleinsatelliten Pegasus.
CLIMB soll ein Ionenantriebssystem verwenden, bei dem Indium-Ionen durch elektrische Felder beschleunigt werden, um seine anfängliche kreisförmige Umlaufbahn mit einer Orbithöhe von circa 450 km in einen exzentrischen Orbit mit einer Apogäumshöhe von bis zu 1000 km zu ändern. Der Cubesat sollte 2022 ins All starten.